# Болница српских православних црквених општина Епархије бачке у Новом Саду
Болница српских православних црквених општина Епархије бачке у Новом Саду  била је једна од здравственбих установа у Другом светском рату, која је основана захваљујући иницијативи и подршци Епископа Иринеја Ћирића. Болница је настала у другој фази акције спасавања заточеника, а пре свега деце из мађарског логора Шарвар у Другом светском рату, којом је било обухваћено укупно 2.800 деце, од којих је 206 било је словеначке националности, 180 мајки са дојенчадима и око 647 стараца.

## Опште информације
Други светски рат, који је у Краљевини Југославији започео у априлу 1941. довео је до њеног распада и поделе југословенске територије на чланице фашистичке коалиције – Немачку, Италију, Мађарску и Бугарску, новоосновану Независну Државу Хрватску.
Угарска војска је запосела Бачку, Барању, Међумурје и Прекомурје, и на овом простору почела да интернира  становништво у логоре, на својој територији. Интернацијом су били обухваћени Срби који су се по завршетку Првог светског рата населили у Бачкој и Барањи, као и Словенци који су се населили у Прекомурју, избегли са територије која је према Рапалском уговору (1920) припала Италији.
Међу мађарским логорима, најозлоглашенији је био радни логор Шарвар).  у који је према неким проценама, током Другог светског рата било интернирано између 8.500 и 9.500 заточеника, међу којима је било и око 600 Словенаца, који су дошли из Пинче-Марофа, Бењице, Петишоваца, Камоваца и Долге васи.
Прва интернирања колонизованог српског становништва са простора Бачке у логор у Шарвару почела су већ у јуну 1941. године. У том логору је осим одраслих особа било је смештено и 2.800 деце и 180 мајки са новорођенчадима.
У пролеће 1942.године, након што је мађарска Влада одобрила контакте између Новосађана и интернираца у Шарвару, покренута је акција избављања деце из логора. Министарство унутрашњих послова Мађарске одобрило је да се из логора изведу мушка деца стара до 14 година и женска до 15 година, како би била смештена у српске породице у Бачкој, које ће их издржавати и васпитавати.
У овим активностима велики напор уложиле су познати новосадски адвокат, др Коста Хаџи и Црквене општине са простора Бачке на челу са епископом Иринејем Ћирићем (који је био члан Мађарског сената), чији је рад био усмерен управо на ослобађање најугроженијих категорија интернираног становништва, деце и мајки са новорођенчадима.
Тако је из Шарвара у Бачку доведено, у шеснаест транспорта, 2.812 деце, 188 одојчади и 184 породиље.
Поред акције спасавања из логора Шарвар, уз харитативни рад епископа Иринеја се везује и оснивање болнице у Новом Саду. Болница је основана за потребе лечења деце која су спасена из логора Шарвар, међу којом је било доста оболелих од туберкулозе.

## Намена, правилник о раду, финансирање
Оснивање Болнице српских православних црквених општина Епархије бачке у Новом Саду, обављено је у склопу друге фаза акције спасавања деце из Мађарских окупационих логора.
Болница је основана искључиво са једним циљем – лечење деце из логора Шарвар и других мађарских логора, оболел у логорима од туберкулозе.
Према Правилник о управи и управљању Болницом српских православних црквених општина Епархије бачке, од  17. августа 1942. године регулисано је да само деца из окупаторског логора коју су прегледали лекари СПЦ могу бити примљена на лечење, укључујући и децу пуштену из логора на слободу, уз налаз лекара и одобрење болничке управе.
Сви пацијенти су имали бесплатно негу и лечење, док болничко особље није смело да прима било какве награде или поклоне од пацијената или рођака
Болница је функционисала  првенствено захваљујући:
- редовним прилозима црквених општина Епархије бачке,
- добровољним прилозима верника,
- значајне новчану помоћ од Краљевске угарске владе.

Премарасположивим подацима, укупан приход Болнице износио је 550.000 пенга, од чега су 300.000 дале црквене општине Епархије бачке, 196.000 мађарска влада, 44.000 појединци, 10.000 епархијско пољопривредно добро у Сиригу, док је 3.000 пенга пристигао из других извора.

## Почетак рада
После добијања дозволе од мађарских власти, владика Иринеј је, на предлог новосадских и суботичких црквених општина, донео одлуку да се свим црквеним општинама одобри заједничко отварање и одржавање једне овакве болнице.
Иако је дозвола за отварање добијена, болница у Новом Саду није могла одмах да почне са радом, јер нису били обезбеђени сви технички услови.
Стално  особље
Стално особље било је састављено од:
- 5 лекара, рентгенолога,
- 6 болничара,
- 2 чиновника,
- 17 куварица и осталог помоћног особља.[9]

Руководство
- Дужност првог управника Болнице обављао је др Јован Поповић (1881 – 1972)
- Начелник Првог (женског) одељења  био је др Ђорђе Огњановић (1898  – 1957),  познати новосадски интерниста и фтизиолог.
- Начелник Другог (мушког) одељења  био је др Милутин Симић (1895  –  1976), инфектолог
- Начелник Трећег  (дечијег) одељења био је др Стојан Калуђерски (1905  – 1976),  педијатар.

Повремено ангажовано особље
Све специјалистичке прегледе који нису могли бити обављени од стране сталног лекарског особља обављали су српски лекари специјалисти из Новог Сада и на тај начин помагали рад болнице. Међу ангажованим лекари  били су  др Анђа Јовановић, др Ксенија Каленић Драшковић, др Бранко Илић, 27 др Бранко Кешански, др Јован Ненадовић, др Радивој Каленић и др Владимир Јаковљевић из Новог Сада као и други лекари.
Додатну помоћ у раду болнице пружали су и студенти медицине: Драгица Селаковић, Љубица Губаш Турчан, Душанка Шилић и Мира Живојиновић Радојчић.
Васпитање и образовање деце
У оквиру редовних активности на лечењу водило се рачуна и о васпитању и образовању деце која су била на дужем лечењу. Били су им одређени учитељи, међу којима је био постављен и стални вероучитељ.

### Организациона структура Дечије болнице
Дечија болница је била организована у три одељења у оквиру болнице у Новом Саду и једном истуреном одељењу:
- Прво одељење (опште) - у коме су лечена сва деца до 6 година,
- Друго одељење (женско) - у коме су лечена женска деца старија од 6 година
- Треће одељење (мушко) -  у коме су лечена мушка деца старија од 6 година.[9]
- Истурено одељење у Суботици - за лечење одраслих особа.

### Резултати рада
Према извештајима из 1944. године:
- укупан број пацијената који је до краја 1944. године прошао кроз болницу износио је 425,
- од укупног броја лечених умрло је 35 пацијената
- болницу након излечења напустило 270 особа.
- тренутни број пацијената  износио је 120.[9]

## Престанак рада
Укупан број пацијената који су прошли кроз болницу до њеног затварања, по окончању Другог светског рата у првој половини 1945. године, износио је 441, од којих је њих 40 умрло.
Након затварања болнице, инвентар је поклоњен војним болницама које су лечиле и рањенике али и војнике обољеле од туберкулозе.